# Giurtelecu Șimleului
Giurtelecu Şimleului (Wüst Görgen en alemany, Somlyógyőrtelek en hongarès) és una ciutat de Romania, a la província (en romanès judeţ) de Sălaj (47° 18′ N, 22° 48′ E / 47.300°N,22.800°E), travessada pel riu Crasna.
Està situada a la regió històrica de la Transsilvània.

## Història
Les primeres proves escrites de l'existència de Giurtelecu Şimleului es troben en un document del 1259. El 1715 la població era de 72 habitants.

## Evolució demogràfica
Segons el cens de l'any 2002, la població de Giurtelecu Şimleului tenia 1.055 habitants.
| 2002 | 1,055 |
| 1992 | 1,149 |
| 1920 | 1,395 |
| 1910 | 1,322 |
| 1900 | 1,216 |
| 1890 | 1,059 |
| 1880 | 996   |
| 1869 | 1,190 |
| 1847 | 684   |
| 1750 | 231   |
| 1720 | 90    |
| 1715 | 72    |